# ملیسیک اسید
ملیسیک اسید (به انگلیسی: Melissic acid) با فرمول شیمیایی C۳۰H۶۰O۲ یک ترکیب شیمیایی با شناسه پاب‌کم ۱۰۴۷۱ است. که جرم مولی آن ۴۵۲٫۴۶ g/mol می‌باشد. 